# Collegio uninominale Sardegna - 03 (Senato della Repubblica)
Il collegio elettorale uninominale Sardegna - 03 è stato un collegio elettorale uninominale della Repubblica Italiana per l'elezione del Senato tra il 2017 ed il 2022.

## Territorio
Come previsto dalla legge elettorale italiana del 2017, il collegio era stato definito tramite decreto legislativo all'interno della circoscrizione Sardegna.
Era formato dal territorio di tutta la provincia di Sassari e  dai comuni di Bitti, Galtellì, Irgoli, Loculi, Lodè, Lula, Onanì, Onifai, Orosei, Orune, Osidda, Posada, Siniscola e Torpè nella provincia di Nuoro.
Il collegio era parte del collegio plurinominale Sardegna - 01.

## Eletti
| Elezione | Elezione | Senatore              | Partito                | Note                        |
| -------- | -------- | --------------------- | ---------------------- | --------------------------- |
|          | 2018     | Vittoria Bogo Deledda | Movimento 5 Stelle     | Deceduta il 17 marzo 2020   |
|          | 2020 (S) | Carlo Doria           | Partito Sardo d'Azione | Eletto il 21 settembre 2020 |

## Dati elettorali

### XVIII legislatura

#### Elezioni del 2018
Come previsto dalla legge elettorale, 116 senatori erano eletti con sistema a maggioranza relativa in altrettanti collegi uninominali a turno unico.
| Candidati              | Candidati                       | Voti    | %     | Liste                    | Voti    | %     |
| ---------------------- | ------------------------------- | ------- | ----- | ------------------------ | ------- | ----- |
|                        | Vittoria Bogo Deledda ✔️ Eletto | 103 823 | 41,26 | Movimento 5 Stelle       | 103 823 | 41,26 |
|                        | Antonio Moro                    | 80 117  | 31,84 | Forza Italia             | 37 742  | 15,00 |
| Lega                   | Antonio Moro                    | 80 117  | 31,84 | 29 981                   | 11,91   |       |
| Fratelli d'Italia      | Antonio Moro                    | 80 117  | 31,84 | 10 372                   | 4,12    |       |
| Noi con l'Italia - UDC | Antonio Moro                    | 80 117  | 31,84 | 2 022                    | 0,80    |       |
|                        | Gianfranco Ganau                | 47 844  | 19,01 | Partito Democratico      | 42 655  | 16,95 |
| +Europa                | Gianfranco Ganau                | 47 844  | 19,01 | 3 458                    | 1,37    |       |
| Italia Europa Insieme  | Gianfranco Ganau                | 47 844  | 19,01 | 966                      | 0,38    |       |
| Civica Popolare        | Gianfranco Ganau                | 47 844  | 19,01 | 765                      | 0,30    |       |
|                        | Domenico Serra                  | 6 235   | 2,48  | Liberi e Uguali          | 6 235   | 2,48  |
|                        | Marina Piras                    | 5 912   | 2,35  | Autodeterminazione       | 5 912   | 2,35  |
|                        | Luigi Umberto Todini            | 2 226   | 0,88  | CasaPound                | 2 226   | 0,88  |
|                        | Andrea Lai                      | 2 073   | 0,82  | Potere al Popolo!        | 2 073   | 0,82  |
|                        | Antonio Casini                  | 1 404   | 0,56  | Il Popolo della Famiglia | 1 404   | 0,56  |
|                        | Bruno Fiori                     | 1 377   | 0,55  | Partito Comunista        | 1 377   | 0,55  |
|                        | Marie Papaspyropoulos           | 642     | 0,26  | Partito Valore Umano     | 642     | 0,26  |
| Totale                 | Totale                          | 251 653 | 100   |                          | 251 653 | 100   |
|                        |                                 |         |       |                          |         |       |
| Voti non validi        | Voti non validi                 | 8 397   | 3,23  |                          |         |       |
| Votanti                | Votanti                         | 260 050 | 64,92 |                          |         |       |
| Elettori               | Elettori                        | 400 565 |       |                          |         |       |

#### Elezioni suppletive del 2020
|                               | Carlo Doria ✔️ Eletto | Lega - Forza Italia - Fratelli d'Italia | 49 725  | 40,25 |  |  |  |  |  |
|                               | Lorenzo Corda         | Nord Sardegna con Lorenzo Corda         | 35 718  | 28,91 |  |  |  |  |  |
|                               | Agostinangelo Marras  | Italia Viva                             | 30 671  | 24,83 |  |  |  |  |  |
|                               | Gian Mario Salis      | Partito Socialista Italiano             | 7 434   | 6,02  |  |  |  |  |  |
| Totale                        | Totale                | Totale                                  | 123 548 | 100   |  |  |  |  |  |
|                               |                       |                                         |         |       |  |  |  |  |  |
| Voti non validi               | Voti non validi       | Voti non validi                         | 21 714  | 14,95 |  |  |  |  |  |
| Votanti                       | Votanti               | Votanti                                 | 145 262 | 31,10 |  |  |  |  |  |
| Elettori                      | Elettori              | Elettori                                | 467 122 |       |  |  |  |  |  |
|                               |                       |                                         |         |       |  |  |  |  |  |
| Data: 20-21 settembre 2020    |                       |                                         |         |       |  |  |  |  |  |
| Fonte: Ministero dell'interno |                       |                                         |         |       |  |  |  |  |  |